# Diachrysia aerifera
Diachrysia aerifera är en fjärilsart som beskrevs av Sowerby 1805. Diachrysia aerifera ingår i släktet Diachrysia och familjen nattflyn. Inga underarter finns listade i Catalogue of Life.